# La Soirée de l'étrange
La soirée de l'étrange est une émission de télévision française diffusée sur TF1 du 22 avril 2005 au 17 juillet 2010 et présentée par Christophe Dechavanne et Patrice Carmouze.

## Diffusion
L'émission est diffusée le vendredi soir ou le samedi soir en première partie de soirée.

## Déroulement
Cette émission, généralement diffusée en direct (sauf le 8 janvier 2010), est consacrée au paranormal.
Sont présents sur le plateau des invités, généralement des célébrités qui sont dans l'actualité.
Après le sommaire, viennent les reportages basés sur des phénomènes inexpliqués aussi bien en France que dans le monde (fantômes, prémonitions, coïncidences, communication avec l'au-delà...) ainsi que les démonstrations (hypnose, vaudou, voyance, magie...) effectuées en direct sur le plateau ou à l'extérieur.
Tout au long de la soirée est diffusé un reportage (sauf lors de l'émission du 8 janvier 2010) en plusieurs épisodes qui montre une célébrité ayant passé une nuit à « chasser des fantômes » dans un lieu, souvent un château hanté. Ce fut le cas pour Ève Angeli, Vincent McDoom, la comédienne Armelle, Sandrine Quétier, Mareva Galanter. 
Pour ces reportages, sont mis à contribution généralement des médiums et des chasseurs de fantômes.
Exemples de reportages : Pont-Saint-Esprit : Le pain du scandale, 2012 : La Fin du monde ?, le 6e sens maternel, Michael Jackson à jamais vivant, OVNI, les fantômes du métro londonien, les larmes d'huiles et le visiteur de la nuit.

## Audimat
| Épisode | Jour et horaire de diffusion                 | Téléspectateurs | Parts de marché sur les 4 ans et plus | Référence |
| ------- | -------------------------------------------- | --------------- | ------------------------------------- | --------- |
| 1       | Vendredi 22 avril 2005 20:50-23:10           | 6 880 000       | 32,6 %                                | [ 1 ]     |
| 2       | Samedi 15 octobre 2005 20:50-23:10           | 5 889 280       | 29,5 %                                | [ 2 ]     |
| 3       | Vendredi 24 février 2006 20:50-23:10         | 6 769 920       | 29,9 %                                | [ 3 ]     |
| 4       | Samedi 3 mars 2007 20:50-23:10               | 6 671 140       | 32,5 %                                | [ 4 ]     |
| 5       | Vendredi 25 avril 2008 20:50-23:10           | 6 070 000       | 31,6 %                                | [ 5 ]     |
| 6       | Samedi 25 octobre 2008 20:50-23:10           | 5 960 000       | 30,4 %                                | [ 6 ]     |
| 7       | Vendredi 30 janvier 2009 20:45-23:05         | 5 090 000       | 25 %                                  | [ 7 ]     |
| 8       | Vendredi 13 mars 2009 20:45-23:30            | 5 590 000       | 26,8 %                                | [ 8 ]     |
| 9       | Samedi 13 juin 2009 20:45-23:05              | 3 740 000       | 24,2 %                                | [ 9 ]     |
| 10      | Samedi 31 octobre 2009 20:45-23:05           | 5 100 000       | 28,5 %                                | [ 10 ]    |
| 11      | Vendredi 8 janvier 2010 20:45-23:05          | 5 900 000       | 23,3 %                                | [ 11 ]    |
| 12      | Samedi 27 février 2010 20:45-23:05           | 4 400 000       | 21 %                                  | [ 12 ]    |
| 13      | Samedi 3 avril 2010 20:45-23:05              | 4 029 000       | 21 %                                  | [ 13 ]    |
| 14      | Samedi 17 juillet 2010 (best-of) 20:45-23:10 | 3 043 000       | 20,1 %                                | [ 14 ]    |

Légende :
Fond vert = Meilleure audience.
Fond rouge = Pire audience.

## Remarques
À noter que comme une émission jumelle, Mystères, dans les années 1990, a été accusée de donner foi « à de simples superstitions, voire à des charlatans, et d'entretenir le flou sur les données scientifiques pouvant exister », en raison de cette assimilation, la fiabilité de la présente émission serait à voir.
L'émission n'est plus diffusée sur TF1 mais a fait son retour sur TMC de novembre 2011 à août 2013 sous le nom Zone paranormale et présentée par Laurence Boccolini. Des anciens reportages y sont rediffusés.